# کشتی (شناور)

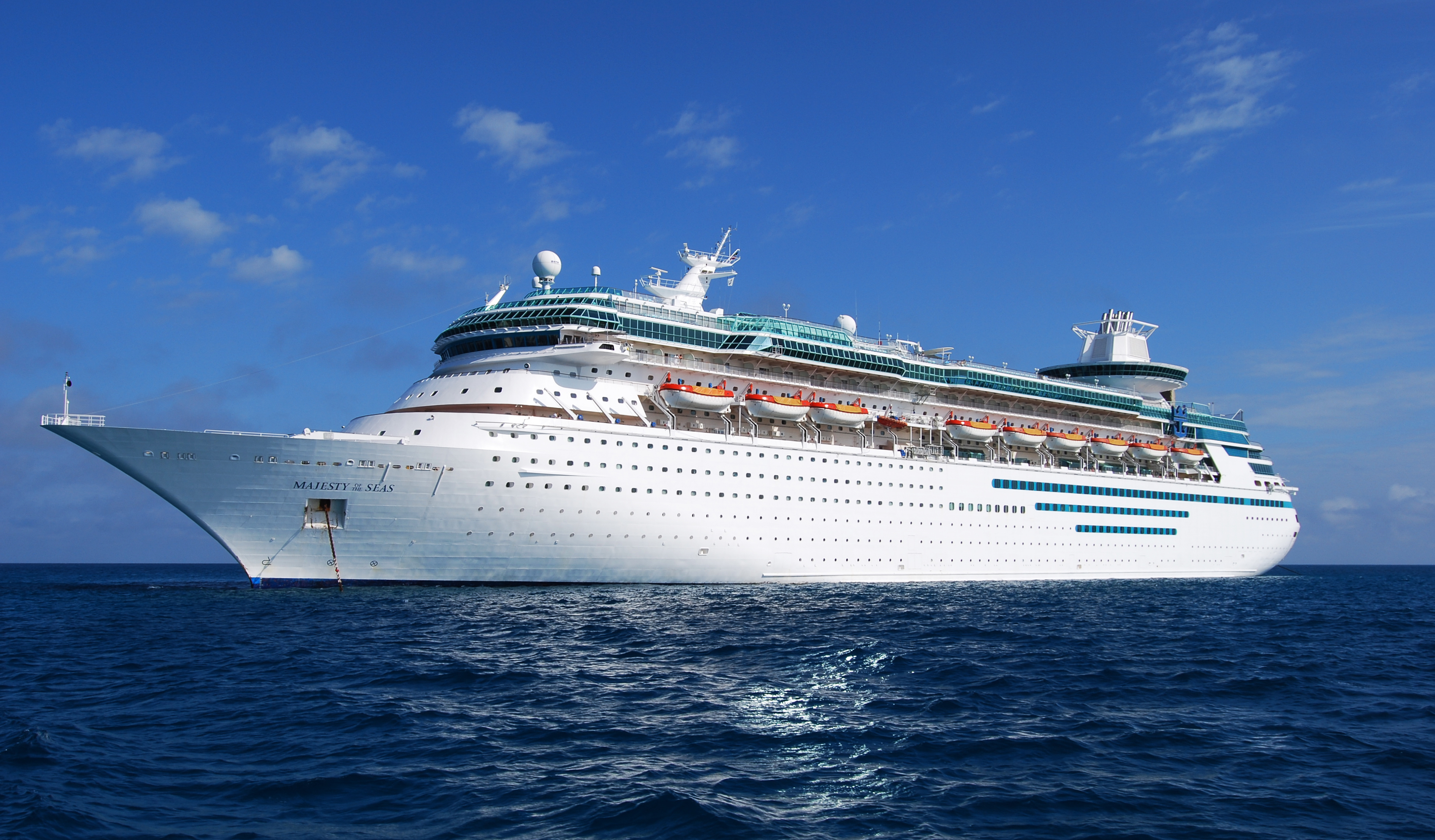
یک کشتی مسافری مدرن

کِشتی شناور بزرگی است که برای ترابرد مسافر و بار (ترابری دریایی) بر روی آب‌های آزاد یا رود و دریاچه‌های پهناور استفاده می‌شود. از دیگر شناورها می‌توان از قایق، بارج، لنج و زیردریایی نام برد. با این همه، شناورهای دیگری نیز هستند که می‌توان به فهرست بالا افزود که عبارت هستند از کایاک، کرجی، کانو و غیره. به کشتی‌های نظامی، اغلب ناو گفته می‌شود و کشتی‌های منفصل از خدمت نیز، تبدیل به «کشتی‌موزه» می‌شوند.

## تاریخچه

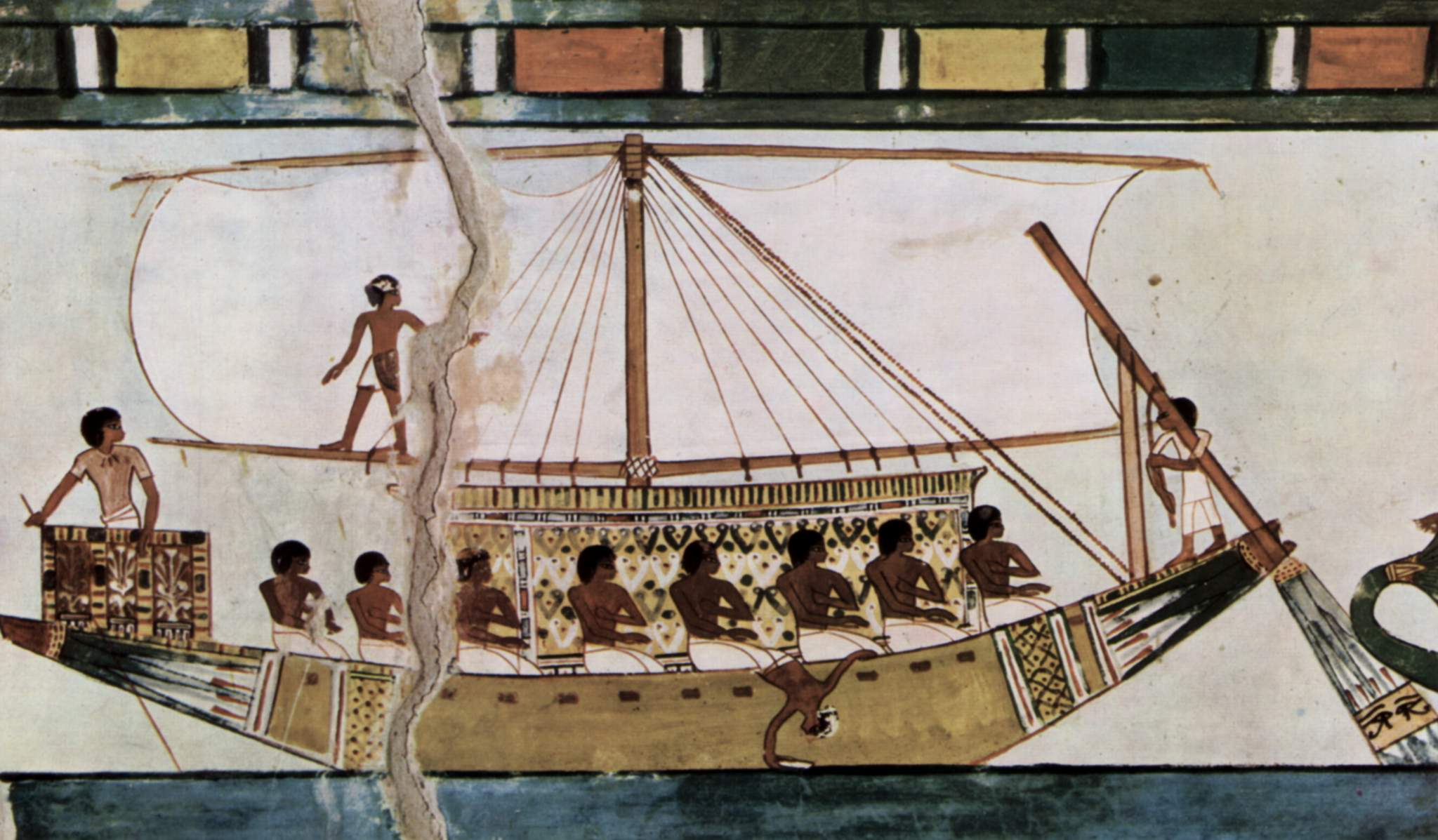
یک کشتی از مصر باستان، پیرامون ۱۴۱۱–۱۴۲۲ پ.م.

بیشتر تمدن‌های بشری در کنار آبراه‌ها پدید آمده و بی گمان قایق و سپس کشتی وسیله‌ای مهم برای تردد و حمل و نقل‌شان بوده است. اما مشهورترین تمدنی که از دریانوردی سود برد و آن را توسعه داد تمدن فینیقیه بود، آن‌ها با پیشرفت دریانوردی توانستند در دریای مدیترانه امپراتوری دریایی خود را از سواحل لبنان امروزی تا تونس و مراکش (کارتاژ آن زمان) ایجاد کنند. در سنگ نگاره‌های تمدن آشور فینیقیان سوار بر کشتی‌های پارویی در حال حمل الوارهای سدار لبنانی دیده می‌شوند. هم چنین آشوری‌ها خود از کشتی به‌عنوان وسیله حمل و نقل و جنگ استفاده می‌کردند.
بر پایه تورات و قرآن، نوح پیامبر دستور ساخت کشتی بزرگی را از سوی یهوه (الله در قرآن) دریافت کرد که ساخت آن سال‌ها طول کشید، کشتی می‌بایست به اندازه ای بزرگ می‌بود که علاوه بر آدمیان (خویشان و پیروان نوح) از همه گونه جاندار، جفتی نیز در کشتی جای بگیرد تا بعد از پایان سیل بزرگ ادامه زندگی بر روی زمین ممکن باشد. کشتی بعدها بر روی قله کوه آرارات نشست. هنوز برخی از باستان شناسان به جستجو برای یافتن بقایایی از این کشتی ادامه می‌دهند. در میان تمدن‌های میان‌رودان نیز داستانی همانند وجود داشته است.

کشتی‌نشستن به مقصد کیثیرا، نسخهٔ موزهٔ لوور

چیرگی یونانی‌های باستان بر کشتی و دریانوردی توانست آن‌ها را در نبرد دریایی با خشایارشا شاهنشاه هخامنشی، علی‌رغم شکست در نبرد زمینی، پیروز کند. در بین اقوام مدیترانه‌ای کشتی نقش مهمی در تحولات بازرگانی و نظامی بازی می‌کرده است. رومی‌ها نیز کشتی را برای تسلط بر مدیترانه به کار می‌گرفتند. بعدها اروپاییان با به‌کارگیری قطب‌نما بعد از دوره رنسانس آغاز به جستجوی کره زمین کردند و چیرگی بر فناوری کشتی سازی و دریانوردی و یافتن منابع جدید و ایجاد مستعمرات توانست آن‌ها به قدرت‌های برتر جهان تبدیل کند.

## اصول فیزیکی شناوری
ارشمیدس دانشمند تمدن یونان باستان، توانست روابط فیزیکی حاکم بر اجسام شناور را تعریف کند. بر اساس قانون ارشمیدس بر هر جسم شناور یا غوطه ور در آب نیرویی به اندازه وزن آبی که فرضاً حجم جسم را پر کند وارد می‌آید. برای نمونه اگر حجم جسمی ۱ متر مکعب باشد، از سوی آب نیرویی به اندازه ۱۰۰۰ کیلوگرم-نیرو بر جسم به سوی بالا وارد می‌شود. این قانون برای تقریباً همه مایعات صادق است. معمولاً رابطه این قانون به صورت F=(rho)x(g)xV بیان می‌شود.
- rho برای چگالی مایعات (تقریباً ۱۰۰۰ کیلوگرم بر مترمکعب برای آب)
- g ضریب جاذبه (بر روی زمین، تقریباً۱۰ (دقیقتر ۹٫۸۱) متر بر مجذور ثانیه)
- V حجم جسم، مترمکعب

حال اگر وزن جسم بیش از این نیرو باشد (مثلاً مکعبی از آهن، وزنی معادل ۷۸۰۰ کیلوگرم خواهد داشت) در آب غرق می‌شود، اما اگر وزن جسم کمتر باشد بر روی آب شناور می‌ماند. از همین رو همه کشتی‌ها شکلی مانند تشت (طشت) دارند، تا نسبت حجم به جرم را و به نوبه خود نیروی F را بالا ببرند.

## گونه‌های کشتی بر پایه نیروی محرکه
- کشتی مدرن
- کشتی پارویی
- کشتی بادبانی
- کشتی بخار
- کشتی دیزلی (مدل رایج امروزی)
- کشتی اتمی / هسته‌ای (با موتور بخار و سوخت هسته‌ای)

## گونه‌های کشتی بر پایه کاربرد

دو نفتکش سیصد هزار تنی شرکت ملی نفتکش ایران در نزدیکی جزیره خارک، خلیج فارس

- کشتی فله‌بر (برای بارگیری مواد غیرقابل بسته‌بندی (غلات، سنگ معدن، آهن آلات)
- کشتی کانتینربر (برای بارگیری کانتینر)
- بارج (شناور بزرگ‌تر از قایق، برای باربریی در مسیرهای کوتاه، حرکت به‌وسیله یدک‌کش)
- لنج مسافربر (فِری) (شناور برای حمل خودرو و مسافر در مسیرهای کوتاه (رودخانه/دریاچه))
- کشتی مسافربری (امروزه برای جلب گردشگر دارای امکانات مجلل همچون یک هتل شناور ساخته می‌شود)
- کشتی ال‌ان‌جی (ویژه حمل مایعات دماپایین و تحت فشار هیدروکربنی)
- کشتی نفتکش (ویژه حمل نفت خام و دیگر مایعات هیدروکربنی در دمای معمولی)
- پاناماگذر (کشتی قابل گذر از کانال پاناما)
- سوئزگذر (کشتی قابل گذر از کانال سوئز)
- کشتی جنگی (دارای تجهیزات نظامی مانند توپ، موشک‌انداز و گاهی باند پرواز هواپیما)

## شرکت‌های کشتی‌ساز ایرانی
- شرکت مجتمع کشتی سازی و صنایع فراساحل ایران (ایزوایکو)
- شرکت صنعتی دریایی ایران (صدرا)
- شرکت کشتی سازی اروندان
- مجتمع شهید درویشی
- مجتمع شهید جولایی
- شرکت کشتی سازی ایلکا
- شرکت کشتی سازی بحرامن
- شرکت کشتی سازی ناخدای جزیره

## کشتی در ادبیات، فیلم و هنر
اصطلاحات:
- کشتی ارواح
- کشتی به گل نشسته
- کشتی نجات
- کشتی پهلوشکسته

ادبیات:
- داستان نحوی و بحری در مثنوی معنوی از مولوی
- داستان ماجراها و سفرهای سندباد بحری

در فیلم:
- کشتی نوح
- کشتی تایتانیک
- فیلم رزمناو پوتمکین اثر سرگئی آیزنشتاین
- فیلم جنگ نفتکشها اثر محمد بزرگ نیا
- فیلم ناخدا خورشید اثر ناصر تقوایی
- فیلم راه آبی ابریشم

## آگربان
آگربان، آگرپات یا قرواط نوعی کشتی بادبانی از دوران اشکانی به بعد بوده که در دریای مازندران برای حمل کالا به کار می‌رفته است.
اصل واژه فارسی، آگِرپات یا آگِربان به معنی آتش‌بان یا آتش بر فراز آن بوده و دلیل این نام‌گذاری وجود مشعل در دو سوی کشتی و روی دکل آن بوده تا در دل شب یا در مه دیده شود.
نظامی گنجوی از این نوع کشتی بادبانی در بخش نبرد ایران و روس در اسکندر نامه نام برده است.
| به دربند آن ناحیت ره نیافت |  | به قرواط‌ها سوی دریا شتافت |

## نگارخانه

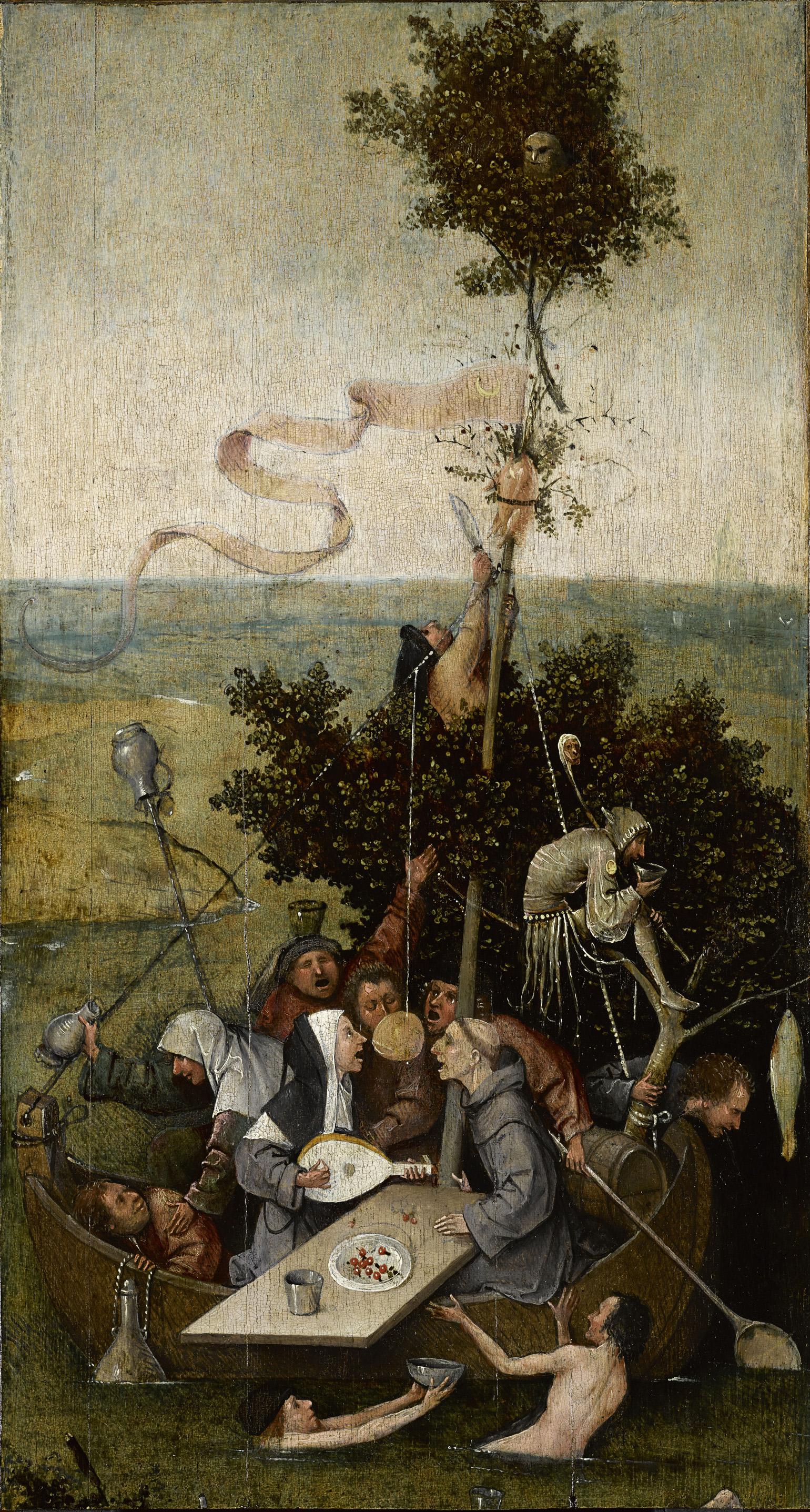
کشتی احمق‌ها اثر هیرونیموس بوش